# Santuario de Biforcos

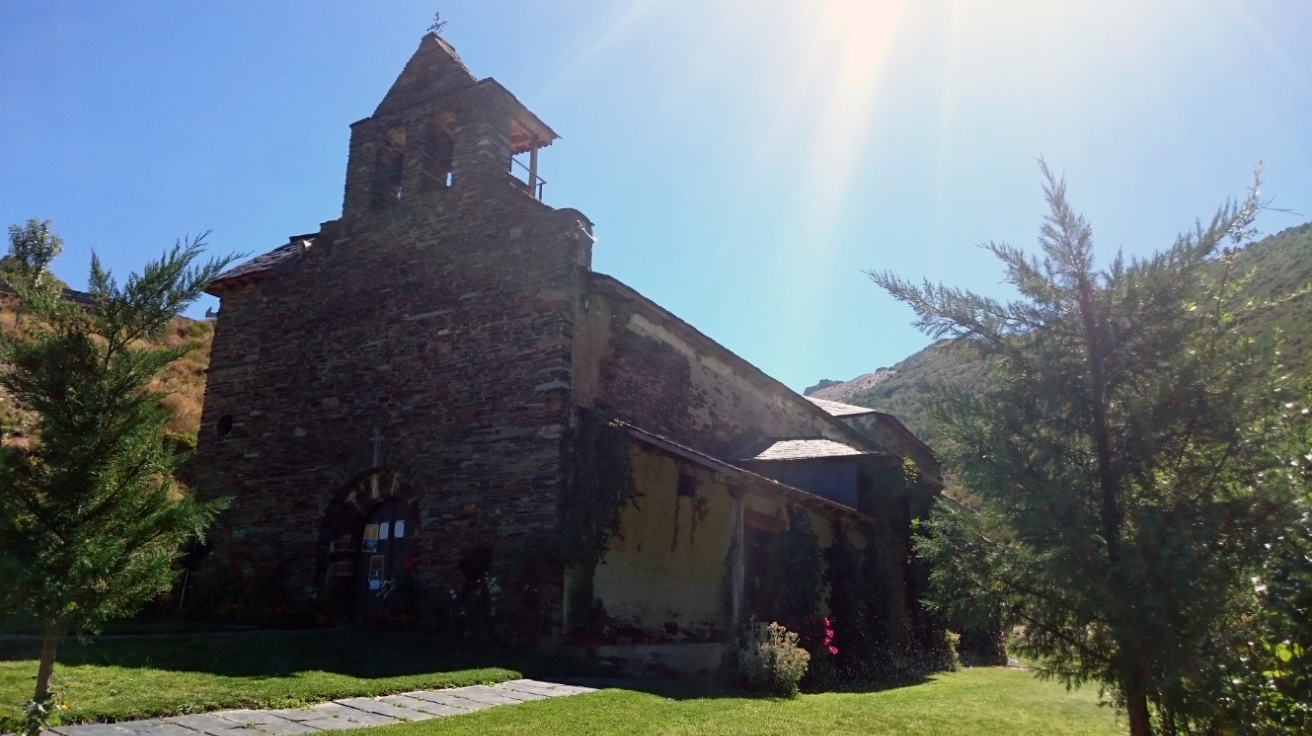

Ermita refundada a principios de la Edad Moderna sobre otra de origen medieval en el lugar de Ambasaguas, municipio de Encinedo, en la comarca de Cabrera (León).

## Toponimia
El topónimo que da nombre al santuario es muy revelador. Se trata del valle de Biforcos, del latín bifurcus (bifurcado, que se bifurca o ramifica), que tiene origen en las palabras latinas bi- (dos, doble) y furcam (horcada), literalmente una horca (furcada en dialecto cabreirés) de dos púas, con el sentido metafórico de un lugar donde se separa en dos ramales un camino, un río o un valle. El mismo origen tiene el francés carrefour (cruce), del latín quadrifurcus (horca de cuatro púas, lo que se interpreta como un cruce de cuatro caminos).

## Historia y características

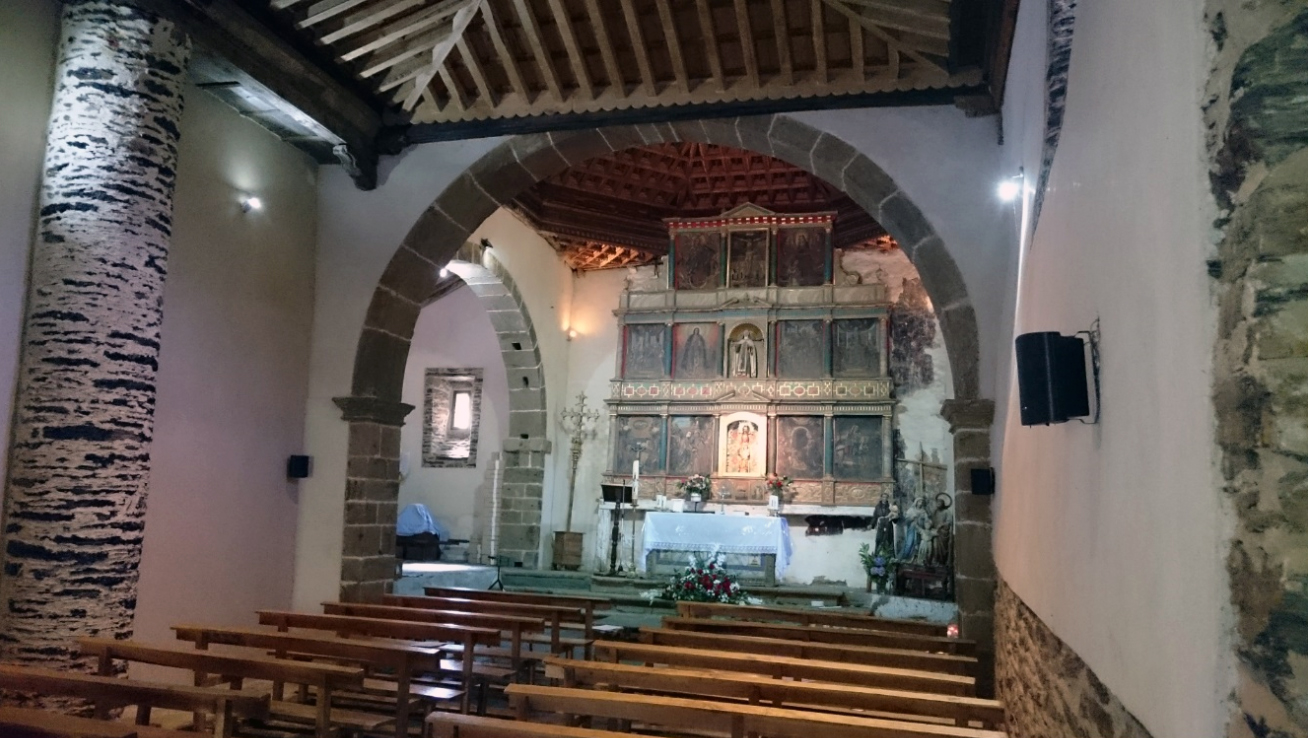

El actual santuario está edificado sobre una ermita románica más antigua que se encontraba localizada en el mismo lugar.
La iglesia ha sufrido varios arreglos o restauraciones a lo largo de su historia. Una de las más importantes data del año 1601, cuando se construyó su nave central y se dotó al santuario de un artesonado hecho con pequeños y refinados cuadrados de madera.
Su retablo renacentista fue añadido en el siglo XVIII con doce tablas policromadas en las que aparecen escenas de la vida de la Virgen, donde el color rojo y el negro son predominantes, y otra tabla central con un Cristo crucificado. Por encima del sagrario se encuentra una talla románica de la Virgen, que también está policromada.
El resto de las imágenes que antes tuvo el santuario de Biforcos ahora están albergadas en el Museo de los Caminos de Astorga, aunque falta la corona de la Virgen, que fue hurtada a finales del siglo XX.
La siguiente reforma se realizó en el año 1818, sin embargo, el mantenimiento del edificio se fue abandonando progresivamente hasta que su estado llegó a ser lamentable en la segunda mitad del siglo XX. Como ejemplo, en el año 1985 un huracán derrumbó su espadaña, sobre la cual ya habían realizado algunos arreglos años antes pero que en esta ocasión tuvo que ser reconstruida completamente.
Desde el año 2012 se llevan realizando diferentes actuaciones de restauración, tanto del exterior del santuario como de los elementos interiores. Entre otros, se ha restaurado la cubierta del atrio, el retablo o diferentes obras pictóricas.
Actualmente se realiza una romería mariana dedicada a la Virgen de Biforcos que tradicionalmente se realizaba el 8 de septiembre, la cual está precedida de una novena en honor a la Virgen.